# Асије
Асије (грч. Ἄσιος) је у грчкој митологији било име више личности.

## Етимологија
Име Асије значи „весели“.

## Митологија
- Према Аполодору и Хомеровој „Илијади“, био је син Хиртака и Аризбе, Пријамове прве супруге. У тројанском рату је водио Фрижане и борио се уз Пријамове синове Хелена и Дејфоба. Убио га је критски краљ Идоменеј. Асијева династија је изгледа делила престо региона Абида и Перкоте, северно од Троје, са династијом Меропових синова.[2]
- У Хомеровој „Илијади“ се појављује још један Асије, Димантов син и Хекторов ујак. Живео је у Фригији крај реке Сангарије.[3] Аполон је попримио лик овог јунака када је хтео да наговори Хектора да нападне Патрокла. Асије је имао два сина, такође учесника поменутог рата; Адаманта и Фенопа. Према Диктису Кретенсису, убио га је Ајант.[4]
- Према Вергилијевој „Енејиди“, Енејин пратилац, Имбрасов син.[3] Такође, ово је и Зевсов надимак, који је добио према граду Асосу на Криту.[4]